# Styringomyia ensiferoides
Styringomyia ensiferoides là một loài ruồi trong họ Limoniidae. Chúng phân bố ở miền Australasia.